# Gandado
Gandado est une localité située dans le département de Yako de la province du Passoré dans la région Nord au Burkina Faso.

## Géographie
Gandado se trouve à 20 km au sud du centre de Yako, le chef-lieu de la province, et à 2 km au nord de Tindila.

## Santé et éducation
Le centre de soins le plus proche de Gandado est le centre de santé et de promotion sociale (CSPS) de Tindila tandis que le centre médical avec antenne chirurgicale (CMA) de la province se trouve à Yako.

## Religion
Gandado accueille la chapelle du Bienheureux Marcel Callo, financée à hauteur de 60% (soit 30 000 euros) par des fonds récoltés par le diocèse de Rennes, Dol et Saint-Malo,. Elle est consacrée en 2017 par Mgr Pierre d'Ornellas et fait office d'église paroissiale.